# 饒京
饒京（？—？），字君大，號黄山，湖广黄州府蕲州民籍江西南昌府进贤县人，明朝政治人物，同進士出身。

## 生平
萬曆四十六年（1618年）戊午科湖广乡试四十五名舉人，天启二年（1622年），登壬戌科進士。吏部观政，本年接替蔡璿，擔任南直隶常州府宜興縣知縣，後由駱天閒接任。五年调任常熟知县，崇祯元年（1628年）考选为江西道御史，管银库。三年苏松巡按，五年淮扬巡按，七年南京刷卷，八年闲住。崇祯十六年正月，张献忠陷蕲州，令荐绅、孝廉、文学各冠带自东门入，西门出；尽斩之，御史饶京等预焉。顺治二年仕清，补武昌知府。

## 家族
曾祖饒殷。祖父饒天富。父饶廷彦。